# Edwin Pellot
Edwin Pellot Rosa (13 giugno 1963) è un ex cestista portoricano.

## Carriera
Con Porto Rico ha disputato i Giochi olimpici di Barcellona 1992 e tre edizioni dei Campionati americani (1988, 1989, 1992).